# Laemonema
Laemonema is een geslacht van straalvinnige vissen uit de familie van diepzeekabeljauwen (Moridae). Het geslacht is voor het eerst wetenschappelijk beschreven in 1862 door Guenther.

## Soorten
- Laemonema barbatulum Goode & Bean, 1883
- Laemonema compressicauda (Gilchrist, 1903)
- Laemonema filodorsale Okamura, 1982
- Laemonema goodebeanorum Meléndez C. & Markle, 1997
- Laemonema gracillipes Garman, 1899
- Laemonema laureysi Poll, 1953
- Laemonema longipes Schmidt, 1938
- Laemonema macronema Meléndez C. & Markle, 1997
- Laemonema melanurum Goode & Bean, 1896
- Laemonema modestum (Franz, 1910)
- Laemonema nana Taki, 1953
- Laemonema palauense Okamura, 1982
- Laemonema rhodochir Gilbert, 1905
- Laemonema robustum Johnson, 1862
- Laemonema verecundum (Jordan & Cramer, 1897)
- Laemonema yarrellii (Lowe, 1838)
- Laemonema yuvto Parin & Sazonov, 1990